# فلويد هيلمان
فلويد هيلمان هو لاعب هوكي الجليد كندي، ولد في 19 نوفمبر 1933 في كينغسفيل في كندا.

## وصلات خارجية
- فلويد هيلمان على موقع دوري الهوكي الوطني (الإنجليزية)
- فلويد هيلمان على موقع قاعة مشاهير الهوكي (لاعب أن.إتش.أل) (الإنجليزية)
- فلويد هيلمان على موقع EliteProspects.com (الإنجليزية)
- فلويد هيلمان على موقع HockeyDB.com (الإنجليزية)
- فلويد هيلمان على موقع Hockey-Reference.com (الإنجليزية)